# Pontificio consiglio per la promozione della nuova evangelizzazione
Il Pontificio consiglio per la promozione della nuova evangelizzazione (in latino: Pontificium Consilium de Nova Evangelizatione Promovenda) è stato un dicastero della Curia romana, che dal 5 giugno 2022 è stato ufficialmente soppresso.

## Profilo
L'istituzione del pontificio consiglio è stata annunciata il 28 giugno 2010 da papa Benedetto XVI. Lo scopo del consiglio è di "promuovere una rinnovata evangelizzazione nei Paesi dove è già risuonato il primo annuncio della fede e sono presenti Chiese di antica fondazione, ma che stanno vivendo una progressiva secolarizzazione della società e una sorta di «eclissi del senso di Dio», che costituiscono una sfida a trovare mezzi adeguati per riproporre la perenne verità del Vangelo di Cristo".
Il 30 giugno successivo il papa ne ha nominato presidente l'arcivescovo Rino Fisichella, che precedentemente era rettore della Pontificia Università Lateranense e presidente della Pontificia Accademia per la Vita.
Il 12 ottobre 2010 viene pubblicata la lettera apostolica in forma di motu proprio Ubicumque et semper con la quale il papa ha istituito il dicastero e ne ha stabilito i compiti e la composizione.
Il 16 gennaio 2013 il papa, con la lettera apostolica in forma di motu proprio Fides per doctrinam, ne ha affidato anche la competenza sulla catechesi, fino ad allora svolta dalla Congregazione per il clero.
L'11 febbraio 2017 papa Francesco ha ulteriormente ampliato le competenze del dicastero affidandogli, con il motu proprio Sanctuarium in Ecclesia, le competenze sui santuari cattolici, fino a quel momento gestiti dalla Congregazione per il clero.
Il 5 giugno 2022, con l'entrata in vigore della costituzione apostolica Praedicate evangelium il pontificio consiglio è stato soppresso e le sue competenze sono state assegnate al nuovo dicastero per l'evangelizzazione.

## Cronotassi

### Presidenti
- Arcivescovo Rino Fisichella (30 giugno 2010 - 5 giugno 2022 cessato)

### Segretari
- Arcivescovo José Octavio Ruiz Arenas (13 maggio 2011 - 2 settembre 2020 ritirato)

### Delegati per la catechesi
- Vescovo Franz-Peter Tebartz-van Elst (5 dicembre 2014 - 5 giugno 2022 cessato)

### Sottosegretari
- Monsignore Graham Bell (13 maggio 2011 - 5 giugno 2022 cessato)